# معادله رشد ترک
معادله رشد ترک معادله ای برای اندازه‌گیری میزان رشد ترک مربوط به خستگی با استفاده از اعمال بار سیکلی است.
رشد ترک خستگی می‌تواند نتیجهٔ یک شکست مخرب خصوصاً در مورد هواپیماها باشد. معادله رشد ترک می‌تواند برای اطمینان از ایمنی سیستم هم در زمان طراحی و هم در زمان عملیات با استفاده از پیشبینی سایز ترک مورد استفاده قرار بگیرد. در ساختارهای مهم و حیاتی بار اعمال شده می‌تواند برای پیشبینی اندازهٔ ترک ثبت و ضبط شود تا هر گونه تعمیر و ملاحظات نگهداری قبل از توسعه ترک مورد توجه قرار بگیرد.
عمر خستگی می‌تواند به دو دوره ترک اولیه و دورهٔ رشد ترک تقسیم شود. معادله رشد ترک برای پیشبینی اندازهٔ ترک از نقط آغازین آن استفاده می‌شود که معمولاً بر اساس داده‌های تجربی به دست آماده از نتایج تست خستگی عمل می‌کند.

## نرخ رشد ترک

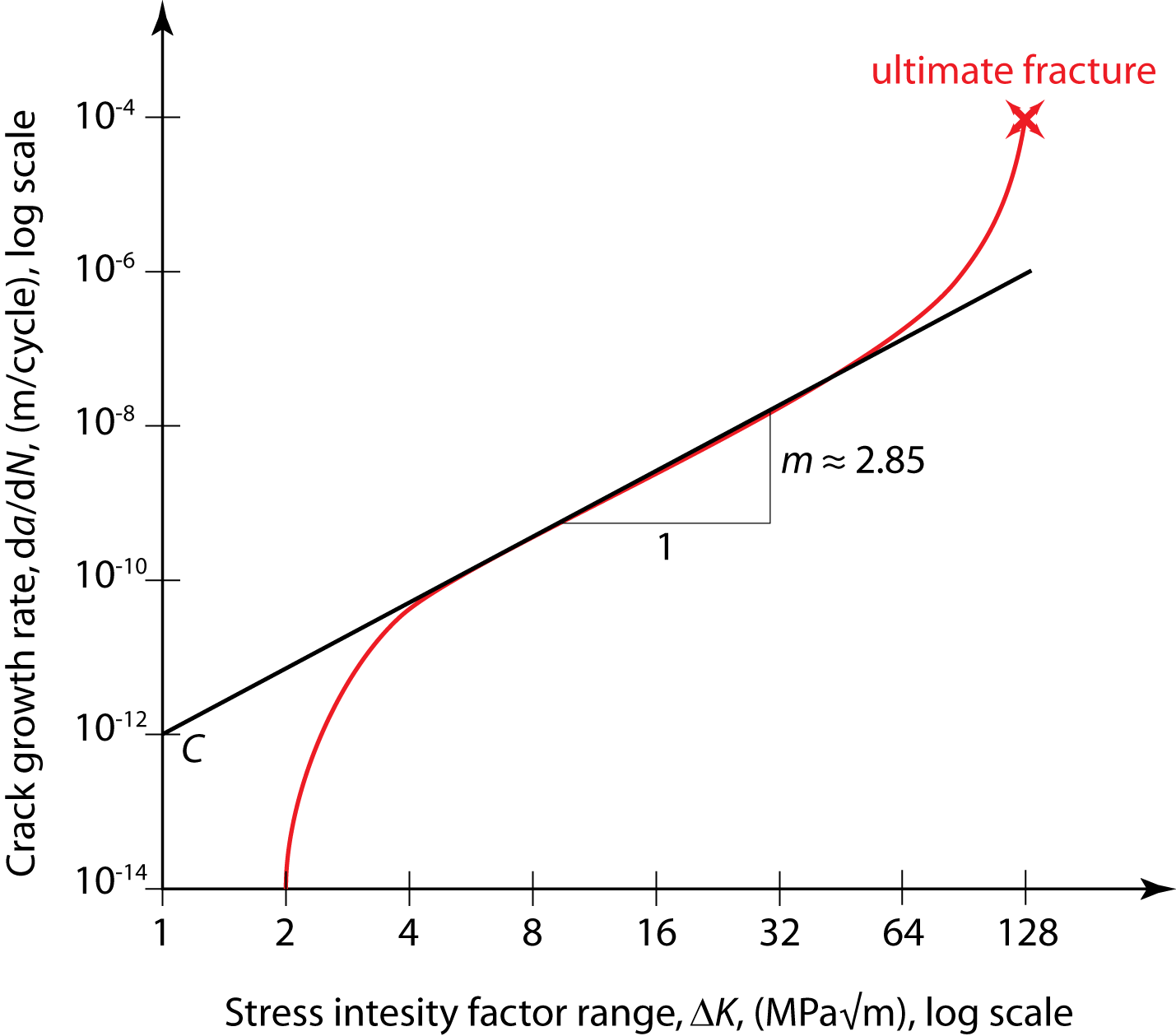
نمودار معمول نرخ رشد ترک بر حسب ضریب تمرکز تنش

نرخ رشد ترک (da/dN) برای مواد به کار رفته در قطعات مختلف اهمیت قابل توجهی دارد. نمودارهایی برای بررسی این مشخصه وجود دارد. این نمودارها رابطهٔ نرخ رشد ترک را با ضریب تمرکز تنش (ΔK) بیان می‌کند.
یکی از اولین معادله‌های رشد ترک بر مبنای فاکتور شدت استرس یک سیکل بار شکل گرفت، معادلهٔ پاریس-اردوغان است:
{\displaystyle {\frac {\mathrm {d} a}{\mathrm {d} N}}=C(\Delta K)^{m}}
که در آن m عددی بین ۱ تا ۶ است و بسته به ماده تغییر می‌کند. این رابطه به قانون پاریس-اردوغان(Paris-Erdogan equation) مشهور است.
در نمودار سه مرحلهٔ جوانه زنی ترک، رشد ترک و شکست نمایان است.

## تاریخچه قوانین رشد ترک
بسیاری از قوانین رشد ترک در طول سالیانی پیشنهاد شده‌است تا دقت پیش‌بینی را بهبود ببخشد و انواع متنوعی را در بر بگیرد. آثار بزرگی، بر روی رفتار رشد ترک و خستگی منجر به نهادینه کردن پایه و اساس در این زمینه شد. شکل اصلی معادلات اشاعه ترک ممکن است به صورت da÷dN= f(∆∂,a,Ci) نشان داده شود. a, مقدار طول ترک ،N تعداد چرخه‌های بارگذاری، ∂∆ محدوده تنش می‌باشد و Ci مربوط به پارامترهای ذاتی ماده می‌باشد. برای اشکال متقارن، طول ترک از خط تقارن به صورت a تعریف شده و نیمی از کل طول ترک 2a است. معادلات رشد ترک به صورت da÷dN یک معادله دیفرانسیل واقعی نیستند زیرا آن‌ها روند رشد ترک را به صورت مداوم در طول چرخه بارگذاری مدل نمی‌کنند. به این ترتیب الگوریتم‌های شمارش یا شناسایی مجرد چرخه جداگانه مانند الگوریتم شمارش جریان باران مورد استفاده، برای مشخص کردن حداکثر و حداقل مقادیر در یک چرخه لازم است. اگرچه برای روش‌های چرخه عمر تنش - کرنش الگوریتم جریان باران در زمینه رشد ترک هنوز نیاز به کار دارد.
تعداد محدودی از معادلات رشد مشتق واقعی ترک و خستگی وجود دارد که توسعه پیدا کرده‌اند.

## عوامل مؤثر بر ترک

### رژیم‌ها
شکل۱ نموداری از میزان رشد ترک را به عنوان تابعی از شدت تنش متناوب یا نیروی محرکه نوک ترک k∆ را ترسیم می‌کند که به صورت لگاریتمی کشیده شده‌است.
رژیم A: در سرعت رشد کم، تغییرات در ساختار، میانگین تنش (با نسبت بار) و محیط اثرات معنی داری بر میزان انتشار ترک دارد. در نسبت بارگذاری کم مشاهده می‌شود که سرعت رشد نسبت به ریزساختار حساس است و در موادی که تافنس پایینی دارند نسبت به بار حساس‌ترین است.
رژیم B: در دامنه متوسط نرخ رشد، تغییرات در ساختار، میانگین تنش (یا نسبت بار)، ضخامت و محیط تأثیر معنی داری بر میزان انتشار ترک ندارد.
رژیم C: در سرعت رشد بالا، انتشار ترک به تغییرات در ریزساختار، میانگین تنش (یا نسبت بار) و ضخامت بسیار حساس است. اثرات محیطی تأثیر نسبتاً کمتری دارد.

### اثر نسبت تنش
چرخه‌های با نسبت تنش بالا <R=kmin ÷ kmax = pmin÷ pmax</sub تأثیر بیشتری بر نرخ رشد ترک دارند.).
این تأثیر اغلب با استفاده از مفهوم بسته شدن ترک توضیح داده می‌شود که مشاهده می‌کند که وجوه ترک می‌توانند در بارهای بالاتر از صفر در تماس با یکدیگر باشند. این باعث می‌شود دامنه فاکتور تنش مؤثر در میزان رشد ترک خستگی کاهش یابد.

## معادلات رشد ترک

### معادله Threshold
برای پیش‌بینی نرخ رشد در نزدیک ناحیه آستانه، از رابطه زیر استفاده شده‌است:
(da÷dN=A(∆k - ∆kth

### معادله Paris-Erdogan
برای پیش‌بینی نرخ رشد ترک در رژیم میانی، قانون پاریس استفاده می‌شود.
(da/dN= C(∆km

### معادله Forman
در سال ۱۹۶۷ فورمن رابطه زیر را برای افزایش نرخ رشد به دلیل نسبت تنش و هنگام نزدیک شدن به تافنس شکست پیشنهاد کرد. Kc.
da/dN= 〖c(∆k)〗^n/((1-R) k_c-∆k)

### معادله McEvily-Groge
مک اوین و گروگررابطه توانی پیشنهاد کردند که تأثیر هر دو مقادیر بالا و پایین k∆ را در نظر می‌گیرد.

### معادله NASGRO
معادله NASGRO در برنامه‌های AFGROW,FAStrain و در نرم‌افزار NASGROW استفاده می‌شود. این معادله، یک معادلهٔ کلی است که نرخ‌های پایین رشد (نزدیکی آستانه رشد ترک) و نرخ‌های بالای رشد را (نزدیکی تافنس شکست) را در بر می‌گیرد همراه با میانگین اثر تنش. c,f،n,p،q,∆kth,∆kcrit همگی ثوابت معادله هستند.

### معادله McClintock
در سال 1967,McClintock معادله ای برای بالای محدوده رشد ترک بر پایهٔ نابه جایی‌ها نوک ترک را ارائه کرد.CTOD∆
0∂ مقدار تنش، ʙ̩ یک ثابت است که معمولاً در محدودهٔ ۰٫۵–۰٫۱ قرار دارد.

### معادله Walker
برای محاسبه کردن اثر نسبت تنشو والکر یک معادله را که تصحیح یافته از قانون paris بود پیشنهاد داد.
{\displaystyle \gamma }\gamma

### برنامه‌های رایانه ای
بسیاری از برنامه‌های رایانه ای وجود دارند که معادلات رشد ترک مانند را اجرا می‌کنندNasgrow .Afgrow .Fastran.
علاوه بر این، برنامه‌هایی نیز وجود دارد که یک روش احتمالی برای رشد ترک را اجرا می‌کند که احتمال شکست در طول عمر یک مؤلفه را محاسبه می‌کند.
برنامه‌های رشد ترک باعث ایجاد شکاف از اندازه اولیه نقص می‌شوند تا از مقاومت به شکستگی ماده جلوگیری کرده و از بین نروند. از آنجا که چقرمگی شکستگی بستگی به شرایط مرزی دارد، ممکن است چقرمگی شکستگی از شرایط کرنش صفحه ای برای ترک سطح نیمه دایره ای به شرایط تنش صفحه ای برای عبور از طریق ان تغییر کند. مقاومت در برابر شکستگی در شرایط تنش صفحه ای معمولاً دو برابر بیشتر از کرنش صفحه ای است. با این حال به دلیل سرعت زیاد رشد ترک در اواخر عمر ان تغییرات در چقرمگی شکستگی به‌طور قابل توجهی عمر یک جزء را تغییر نمی‌دهد.
برنامه‌های رشد ترک به‌طور معمول انتخابی از این موارد را ارائه می‌دهند:
روش شمارش چرخه برای بدست آوردن سیکل اضافی
عوامل هندسی که برای شکل ترک و بارگذاری کاربردی انتخاب می‌کنند
معادله رشد ترک
مدل‌های شتاب تند / شتاب کم
خواص مواد مانند چقرمگی و مقاومت به شکست